# Jim McGovern (Politiker, 1956)

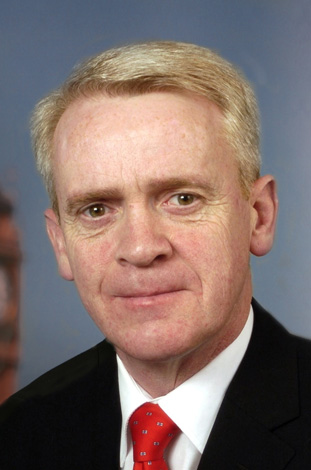
Jim McGovern

Jim McGovern (* 17. November 1956 in Glasgow) ist ein schottischer Politiker der Labour Party.

## Leben
McGovern wurde 1956 in Glasgow als Sohn eines Dachdeckers und einer Arbeiterin geboren. Noch als Kind zog er nach Dundee, die Heimatstadt seiner Mutter. Er besuchte dort unter anderem die Lawside Academy. Nach einer Ausbildung ab 1973 war er 24 Jahre lang als Glaser tätig. Er ist verheiratet und Vater zweier Kinder. McGovern ist Mitglied der Gewerkschaft GMB.

## Politischer Werdegang
Zwischen 1994 und 1996 gehörte McGovern für die Labour Party dem Regionalrat von Tayside an. Nachdem der Labour-Abgeordnete Ernie Ross, welcher den Wahlkreis Dundee West seit 1979 im britischen Unterhaus vertreten hatte, zu den Unterhauswahlen 2005 nicht mehr antrat, stellte die Partei McGovern als dessen Nachfolger auf. Am Wahltag erhielt er mit 44,6 % die Stimmmehrheit und zog in der Folge erstmals in das House of Commons ein. Dort fungierte er zwischen 2007 und 2008 als Parliamentary Private Secretary unter Pat McFadden im Wirtschaftsministerium. Nachdem er sein Mandat bei den folgenden Unterhauswahlen 2010 verteidigte, kündigte McGovern im Vorfeld der Wahlen 2015 an, sich aus gesundheitlichen Gründen um keine weitere Amtszeit zu bewerben. Als Nachfolger stellte die Labour Party Michael Marra auf, der sich jedoch nicht gegen den SNP-Kandidaten Chris Law durchsetzen konnte.